# American College of Rheumatology
Das American College of Rheumatology (ACR) mit Sitz in Atlanta ist eine nicht-gewinnorientierte Vereinigung von Medizinern, bestehend aus Rheumatologen und anderen Ärzten. Sie wurde 1934 gegründet. Bis 1985 wurde die Vereinigung American Rheumatism Association (ARA) genannt.
Die Association of Rheumatology Health Professionals (ARHP) ist eine Unterorganisation vornehmlich für nichtärztliche Beschäftigte im Gesundheitswesen, also Physiotherapeuten, Gesundheits- und Krankenpfleger, Psychologen, Ergotherapeuten, Sozialarbeiter, Epidemiologen, MTAs oder MFAs, klinische Studenten, Wissenschaftler und Forschungskoordinatoren sowie andere Einrichtungen mit einer Spezialisierung oder einem Bezug zur Rheumatologie. 
Wichtig ist die Erstellung von Kriterienkatalogen (ACR-Kriterien) zur Einteilung, Klassifikation und Diagnose von rheumatischen Erkrankungen, die weltweit im klinischen Alltag genutzt werden.  
Die Klassifikation für folgende Erkrankungen aus dem rheumatischen Formenkreis wurde durch das ACR, teilweise zusammen mit der EULAR, erstellt:  
- Systemische Sklerose
- Sjögren-Syndrom
- Polymyalgia rheumatica
- Juvenile idiopathische Arthritis
- Rheumatoide Arthritis
- Eosinophile Granulomatose mit Polyangiitis
- Fibromyalgie
- Riesenzellarteriitis
- Gicht
- IgA-Vaskulitis
- Hypersensitivity Vasculitis
- Osteoarthritis (Arthrose)
  - Arthrosen der Hand (Fingergelenkarthrosen)
  - Hüftgelenksarthrose
  - Kniegelenksarthrose
- Polyarteriitis nodosa
- Sklerodermie
- SLE
- Takayasu-Arteriitis
- Granulomatose mit Polyangiitis[1]

Die Zeitschriften Arthritis & Rheumatology und Arthritis Care & Research sind offizielle Publikationsorgane des ACR.